# Rosario Green
María del Rosario Gloria Green Macías (Ciudad de México, 31 de marzo de 1941- Ciudad de México, 25 de noviembre de 2017) fue una política, diplomática y académica mexicana. Se desempeñó como Secretaria General del Comité Ejecutivo Nacional del PRI, Secretaria de Relaciones Exteriores durante el sexenio del presidente Ernesto Zedillo, Subsecretaría de Asuntos Políticos de la ONU en la administración del secretario general Butros Butros-Ghali y embajadora de México en la República Democrática Alemana y en Argentina. Asimismo, fue Senadora de la República por el PRI, elegida bajo el principio de lista nacional en las LX y LXI Legislaturas del Congreso de la Unión de México. Green fue la primera mujer en desempeñar el cargo de Secretaria de Relaciones Exteriores de México. 

## Biografía

### Educación
Fue Licenciada en Relaciones Internacionales egresada de la Facultad de Ciencias Políticas y Sociales de la UNAM y contó con una Maestría en Economía por el Colegio de México y la Universidad de Columbia donde además se posgraduó en estudios latinoamericanos. Le fueron otorgados dos doctorados honoris causa en los Estados Unidos; el primero en Ciencias Humanísticas por la Universidad de New Rochelle (Nueva York) y el segundo en Leyes por la Universidad Tufts (Massachusetts). 

### Carrera profesional
Rosario Green fue catedrática de la UNAM, el Colegio de México y la Universidad Iberoamericana y directora del Instituto Matías Romero de la Secretaría de Relaciones Exteriores, además de presidenta de la Fundación Colosio del PRI. Ocupó los cargos de embajadora en la antigua República Democrática Alemana y en Argentina, Secretaria Ejecutiva de la Comisión Nacional de los Derechos Humanos, subsecretaria de Relaciones Exteriores, subsecretaria para Asuntos Políticos de la Organización de las Naciones Unidas y Senadora de la República por el Distrito Federal.
El presidente Ernesto Zedillo la designó Secretaria de Relaciones Exteriores (enero de 1998 - noviembre de 2000), convirtiéndose así en la primera mujer en ocupar el cargo. 
El 30 de septiembre de 2005 el Consejo Político Nacional del PRI la eligió Secretaria General del partido, en sustitución de Elba Esther Gordillo.
A partir del 1 de septiembre de 2006 se desempeñó como Senadora en las LX y LXI Legislaturas. Dentro del Senado se desempeñó como Presidenta de la Comisión de Relaciones Exteriores e integrante de las Comisiones de Relaciones Exteriores para Europa, América del Norte y América Latina y el Caribe. 

## Publicaciones
- La Canciller
- Estado y banca trasnacional en México
- Los mitos de Milton Friedman
- La deuda externa de México
- De la abundancia a la escasez de créditos
- Lecciones de Deuda Externa de México: 1983-1997